# Gibellina rehmiana
Gibellina rehmiana är en svampart som beskrevs av Rick 1933. Gibellina rehmiana ingår i släktet Gibellina och familjen Magnaporthaceae.   Inga underarter finns listade i Catalogue of Life.